# 福山市立東中学校
福山市立東中学校（ふくやましりつ ひがしちゅうがっこう）は、広島県福山市にある公立中学校。呼名は”どんちゅう”。

## 沿革
- 1947年（昭和22年）4月1日 - 新学制施行により福山市立第一中学校として開校する。[2]
- 1949年（昭和24年）11月3日 - 校名を福山市立東中学校に変更する。
- 1950年（昭和25年） - 三吉町に校舎竣工・移転。
- 1965年（昭和40年）9月1日 - 住居表示実施により所在地表記が変更される（福山市三吉町→福山市三吉町南二丁目）。この時学区調整が実施される。
- 1974年（昭和49年）4月1日 - 生徒増加対策の第一弾として福山市立中央中学校が分離開校。この時福山市立東小学校は福山市立中央中学校の学区に編入された。
- 1984年（昭和59年）4月1日 - 生徒増加対策の第二弾として福山市立一ツ橋中学校が分離開校する。

## 概要
- 福山市街地のうちの東部を学区とする中学校。開校当時は学区の東縁が福山市と深安郡市・引野両村との境界でもあり、その意味からも東中学校と命名したものと思われる。
- 新学制発足当時の福山市中心部の中学校は4校しかなく、ナンバースクール制が採られていた。わずか2年半程度で解消するのだが、第二中学校は城北中学校、第三中学校は城南中学校、第四中学校は福山市山手町（現在の広島県立福山高等技術専門校敷地）から福山市草戸町へ名称だけ移転した上で鷹取中学校とそれぞれ改称し、東中学校だけが純粋な方位を名称に付けた中学校になった。その後東中学校から中央中学校が分離するのだが、名称の見直しは行われていない。
- 福山市立中央中学校開校前は1,800人以上の生徒を擁する超マンモス校だったが、今ではドーナツ化現象や少子化によりその約3分の1以下にまで生徒数は減っている。
- 学校の東側にあるグラウンドは盈進高等学校（1972年福山市千田町千田に移転）の跡地の一部である。

## 通学区域
各小学校の学区は以下の通りである。
- 福山市立旭小学校区
  - 旭町
  - 今町
  - 入船町
  - 王子町一丁目
  - 笠岡町
  - 宝町
  - 寺町
  - 東町一丁目
  - 伏見町
  - 港町
  - 御船町
  - 三吉町南

- 福山市立手城小学校区
  - 手城町（四丁目の一部を除く）
  - 南手城町（四丁目の一部を除く）

- 福山市立深津小学校区
  - 王子町二丁目
  - 東深津町
  - 南蔵王町一・四丁目の各一部
  - 明神町

## 周辺

### 主要施設
- 広島県警福山東警察署
- ポートプラザ日化…東館にゆめタウン福山、西館に天満屋・天満屋ハピータウンが入居している。
- 福山年金事務所
- 福山市保健所
- 福山市医師会館
- 福山すこやかセンター
- 地場産業振興センター
- 福山通運本社
- 近畿中国四国農業研究センター本所

### 名所・旧跡・観光地
- メモリアルパーク

### 教育機関（小学校以上）
- 福山市立旭小学校
- 福山市立手城小学校
- 福山市立深津小学校

### その他
- 本通り

## アクセス
鉄道
- JR西日本山陽新幹線・山陽本線・福塩線福山駅より約1.5km

バス
- 井笠バスカンパニー 福山～東深津～伊勢丘～坪生線「三吉町南」より
- 中国バス「新橋」より

## 出身者
- 石井苗子…女優・キャスター。小学6年～中学時代は福山市に在住。
- 横山知枝…歌手・タレント。
- 枝廣直幹…政治家・財務官僚。第13代福山市長。